# Ptolomeu (gnóstico)
Ptolomeu, o gnóstico ou Ptolemaeus Gnosticus era um discípulo do professor gnóstico Valentim e é conhecido hoje em dia por causa de uma epístola que ele escreveu para uma senhora rica chamada Flora, que não era uma gnóstica.

## Biografia
Ptolomeu estava provavelmente ainda vivo em c. 180 dC. Nenhum outro detalhe é conhecido sobre a sua vida. Não se sabe quando ele teria se tornado discípulo de Valentim, mas sabe-se que ele estava ativo na cidade egípcia de Alexandria e em Roma. Ptolomeu também esteve junto de Heracleon, o principal escritor da escola italiana (ou ocidental) do Gnosticismo valentiano, enquanto ele estava ativo em Roma e no sul da Gália.

## Obras
As obras de Ptolomeu chegaram até nós incompletas, como segue:
- Um fragmento de uma obra exegética preservado por Ireneu em Contra Heresias (I, VIII.5);[2]
- Uma epístola à Flora, uma cristã,[1][3] uma senhora que não é conhecida por outro motivo.

## Epístola a Flora
A epístola foi escrita em resposta à uma pergunta de Flora sobre a origem da Lei do Antigo Testamento. O Decálogo, afirma Ptolomeu, não pode ser atribuído ao Deus Supremo, nem ao demônio. De fato, este conjunto de leis não procedem nem sequer de um único legislador. Uma parte dele é o trabalho de um deus inferior, similar ao Demiurgo gnóstico, outra parte pode ser atribuída à Moisés e uma terceira parte aos anciãos do povo judeu. Além disso, Ptolomeu subdivide a parte do Decálogo atribuída ao deus inferior em três outras seções:
1. A legislação absolutamente pura, que não foi destruída, mas cumprida pelo Salvador;
2. As leis que estão misturadas com o mal, como o direito de retaliação, que foi abolido pelo Salvador por ser incompatível com a Sua natureza;
3. A seção que é típica e simbólica do reino superior;

«No princípio era o Verbo, e o Verbo estava com Deus, e o Verbo era Deus.

Ele estava no princípio com Deus.

Tudo foi feito por ele; e nada do que tem sido feito, foi feito sem ele.

Nele estava a vida, e a vida era a luz dos homens.

A luz resplandece nas trevas, e contra ela as trevas não prevaleceram.
» (João 1:1–5)
- Trecho que, segundo Ptolomeu, contém a Ogdóade gnóstica.

O deus que é o autor da lei, na medida em que não é fruto do trabalho humano, é o demiurgo que ocupa uma posição intermediária entre o Deus Supremo e o demônio. Ele é o criador do universo material e não é nem perfeito e nem o autor do mal, devendo ser considerado como "justo" e "benevolente" na medida do possível para ele.
Em sua revelação cosmogônica, Ptolomeu se refere ao um enorme sistema de Aeons, emanados de uma fonte espiritual monádica. Trinta destes, como ele acredita, habitam o mundo superior, o Pleroma. Este sistema se tornou pra ele a base para um exegese que descobre no prólogo do Evangelho de São João a primeira Ogdóade. Para a exegese completa, veja Ireneu.